# تپه پیرتپه
تپه پیر تپه مربوط به دوره اشکانیان - دوره ساسانیان - سده‌های میانه دوران‌های تاریخی پس از اسلام است و در شهرستان همدان، بخش شراء، دهستان شوردشت، روستای کوزره واقع شده و این اثر در تاریخ ۱۸ اسفند ۱۳۸۷ با شمارهٔ ثبت ۲۵۱۷۸ به‌عنوان یکی از آثار ملی ایران به ثبت رسیده است.